# Veliko Trnjane
Veliko Trnjane (em cirílico: Велико Трњане) é uma vila da Sérvia localizada no município de Leskovac, pertencente ao distrito de Jablanica, na região de Jablanica. A sua população era de 907 habitantes segundo o censo de 2002.

## Demografia
| 1948 | 1953  | 1961  | 1971  | 1981  | 1991  | 2002  | 2011 |
| ---- | ----- | ----- | ----- | ----- | ----- | ----- | ---- |
| 954  | 1 040 | 1 027 | 1 078 | 1 126 | 1 095 | 1 013 | 907  |